# بيليميت
كان مصطلح بيليميت مصطلحًا استخدمته القوات الإنجليزية أثناء الحروب النابليونية لوصف ضابط تخلى عن واجبه، مفضلاً البقاء بأمان خلف الخطوط. كان بيليم، خارج لشبونة، موقع دير يستخدمه الجيش كمستشفى. يصف تشارلز عُمان في كتابه «جيش ويلينجتون، 1809-1814» عام 1912م،
أما «البليميون»، فيطلق عليهم من المستودع العام في دير بيليم في ضواحي لشبونة. كان هذا مقرًا لجميع الضباط المتغيبين عن الجبهة سواء كانوا نقاهة أو في إجازة، ونسبة محدودة من الذين مكثوا هناك لفترة طويلة، وأظهروا عدم كفاية حرصهم على العودة إلى أفواجهم، فقد أطلقوا على المكان الذي بقوا فيه خارج الحدود من التقدير.
أعطى ويلينجتون أمرًا من حين لآخر للعقيد بيكوك، الحاكم العسكري لشبونة، لهزيمة هذه الزمالة. لطالما كان هناك رشاشات لا تبالغ في القلق لاستئناف الحياة الصعبة للحملات الانتخابية، وأحبوا الكثير من جحيم القمار وغيرها من المسرات القذرة لشبونة. .